# Maurice Dorléac
Georges Maurice Edmond Dorléac (26 de marzo de 1901 – 5 de diciembre de 1979) fue un actor francés de teatro y cine. Fue padre de Catherine Deneuve, Françoise Dorléac y Sylvie Dorléac. Fue el esposo de Renée Simonot, quien interpretó la versión francesa de Olivia de Havilland.

## Filmografía
| Año  | Título                         | Papel                                                              | Notas                                                 |
| ---- | ------------------------------ | ------------------------------------------------------------------ | ----------------------------------------------------- |
| 1938 | La présidente                  | Rosimond                                                           |                                                       |
| 1938 | La goualeuse                   | L'avocat                                                           |                                                       |
| 1938 | Remontons les Champs-Élysées   | Un consommateur                                                    | Sin acreditar                                         |
| 1941 | Madame Sans-Gêne               | Lauriston                                                          | Sin acreditar                                         |
| 1942 | The Duchess of Langeais        | Le baron Auguste de Maulincour                                     |                                                       |
| 1942 | La Symphonie fantastique       | Un consommateur                                                    | Sin acreditar                                         |
| 1942 | Le journal tombe à cinq heures | Georges Lefèvre                                                    | Sin acreditar                                         |
| 1943 | Coup de feu dans la nuit       | Fronsac                                                            |                                                       |
| 1943 | Madame et le mort              | Un philosophe                                                      |                                                       |
| 1944 | Sowing the Wind                |                                                                    |                                                       |
| 1945 | Farandole                      |                                                                    |                                                       |
| 1946 | Martin Roumagnac               |                                                                    | Sin acreditar                                         |
| 1947 | Miroir                         | Le chef de cabinet                                                 | Sin acreditar                                         |
| 1949 | Du Guesclin                    |                                                                    |                                                       |
| 1949 | La femme nue                   | Le médecin                                                         |                                                       |
| 1950 | Pigalle-Saint-Germain-des-Prés |                                                                    |                                                       |
| 1950 | Lost Souvenirs                 | Le directeur du "Régina"                                           | (segmento de "Une statuette d'Osiris"), Sin acreditar |
| 1951 | The Red Rose                   | Le caissier                                                        |                                                       |
| 1951 | Le passage de Vénus            | Le commissaire de police                                           |                                                       |
| 1951 | Jamais deux sans trois         | Le directeur de la radio                                           |                                                       |
| 1952 | The House on the Dune          |                                                                    |                                                       |
| 1952 | Nous sommes tous des assassins | Le président                                                       | Sin acreditar                                         |
| 1952 | The Agony of the Eagles        |                                                                    |                                                       |
| 1953 | Les amours finissent à l'aube  |                                                                    |                                                       |
| 1953 | Le dernier Robin des Bois      | Le capitaine                                                       | Sin acreditar                                         |
| 1953 | Rue de l'Estrapade             | Petit rôle                                                         | Sin acreditar                                         |
| 1955 | Les Duraton                    | Le ministre                                                        |                                                       |
| 1956 | It Happened in Aden            |                                                                    |                                                       |
| 1957 | Love in Jamaica                | Le gérant de l'hôtel                                               |                                                       |
| 1961 | The President                  |                                                                    | Sin acreditar                                         |
| 1973 | La Grande Bouffe               |                                                                    |                                                       |
| 1975 | Section spéciale               | Jules-Henri Desfourneaux, l'Exécuteur en chef des arrêts criminels |                                                       |
| 1976 | Body of My Enemy               |                                                                    |                                                       |
| 1977 | Le Juge Fayard dit Le Shériff  | Le président Chazerand                                             |                                                       |